# Magee Rock
Der Magee Rock ist ein inselähnlicher Rifffelsen im Archipel der Windmill-Inseln vor der Budd-Küste des ostantarktischen Wilkeslands. In der Gruppe der Swain-Inseln liegt er 300 m nordöstlich der Insel Cameron Island.
Luftaufnahmen vom Rifffelsen entstanden bei der US-amerikanischen Operation Highjump (1946–1947) sowie 1956 im Rahmen der Australian National Antarctic Research Expeditions und bei einer sowjetischen Antarktisexpedition. 1957 nahmen Wissenschaftler der Wilkes-Station unter der Leitung des US-amerikanischen Polarforschers Carl R. Eklund (1909–1962) eine Vermessung vor. Eklund benannte ihn nach George E. Magee (* 1936), Schreiner auf der Wilkes-Station im selben Jahr.